# Papaveroideae
Sous-famille
Tribus de rang inférieur
- Chelidonieae
- Eschscholtzieae
- Papavereae

Les Papaveroideae sont une sous-famille de plantes à fleurs dicotylédones de la famille des Papaveraceae qui compte 4 tribus, 23 genres et environ 240 espèces. C'est l'une des quatre sous-familles reconnues dans les Papaveraceae avec les Pteridophylloideae, Hypecoideae et Fumarioideae. Certains auteurs ne reconnaissent que deux sous-familles : Papaveroideae et Fumarioideae, cette dernière incluant les genres Pteridophyllum et Hypecoum.
Les Papaveroideae se distinguent des autres sous-familles par les caractères suivants : présence de laticifères avec une sève laiteuse ou un latex coloré, symétrie florale actinomorphe, calice composé de deux sépales renfermant le bouton floral, corolle composée de 4 à 16 pétales répartis en 2 ou 3 verticilles, sans éperon, étamines nombreuses (de 16 à 60) aux anthères dithèques, nectaires absents, gynécée uniloculaire formé de 2 à 20 carpelles soudés, fruit généralement une capsule, graines nombreuses généralement sans arille. 

## Taxinomie

### Synonymes
Selon BioLib (2 octobre 2020)
- Chelidoniaceae Martynov
- Eschscholziaceae Seringe
- Platystemonaceae Lilja

### Liste des genres
Selon BioLib (2 octobre 2020) :
- Arctomecon Torr. & Frém.
- Argemone L.
- Bocconia L.
- Canbya Parry ex A. Gray
- Chelidonium L.
- Dendromecon Benth.
- Dicranostigma Hook.f. & Thomson
- Eomecon Hance
- Eschscholzia Cham.
- Fumariola Korsh.
- Glaucium Mill.
- Hesperomecon Greene
- Hunnemannia Sweet
- Hylomecon Maxim.
- Macleaya R. Br.
- Meconella Nutt.
- Meconopsis R. Vig.
- Papaver L.
- Platystemon Benth.
- Roemeria Medik.
- Romneya Harv.
- Sanguinaria L.
- Stylomecon G. Taylor
- Stylophorum Nutt.